# Grzegorz Jankowicz
Grzegorz Jankowicz (* 1978) ist ein polnischer Literaturkritiker und Übersetzer.

## Leben
Jankowicz absolvierte 2002 sein Studium der Polonistik und promovierte 2011 in Literaturwissenschaften mit der Arbeit Czy wiersz może być zbawiony? Etyczno-polityczny paradygmat modernizmu w kontekście współczesnych dyskusji filozoficzno-literackich an der Jagiellonen-Universität. Er ist Mitarbeiter am Centrum Studiów Humanistycznych der Jagiellonen-Universität. Zudem ist er Redakteur des Kulturteils der Zeitung Tygodnik Powszechny. Er redigierte die Serie Punkt Krytyczny in der Zeitschrift Studium. Für den Fernsehsender TVP Kultura war er Komoderator der Sendungen Czytelnia und Poezjem. Er gab Vorlesungen zur Polnischen Literatur an der Indiana University Bloomington.
Seit 2008 ist er Jurymitglied des Breslauer Lyrikpreises Silesius. Er hat Werke von Ronald Firbank, Georges Perec, Richard Rorty und Slavoj Žižek ins Polnische übersetzt.
Er lebt in Krakau.

## Publikationen (Auswahl)
- „jesień już Panie a ja nie mam domu“ : Eugeniusz Tkaczyszyn-Dycki i krytycy, 2001
- Po co jest sztuka? Rozmowy z  pisarzami, 2013
- Cmono. Rozmowy z pisarzami, 2013
- Gombrowicz – Loading. Esej o formie życia, 2014
- Uchodźcy z ziemi Ulro. Eseje, 2015
- Wolne słowa. Zestaw do ćwiczeń indywidualnych i zbiorowych, 2016, zusammen mit Zofia Król
- Życie na poczytaniu. Rozmowy o literaturze i reszcie świata, 2016
- Małe języki, wielkie literatury. Small Languages, Big Literature, 2017, zusammen mit Alberto Manguel